# Psocetae
Psocetae es un infraorden de piojos de la corteza del orden Psocodea, dentro del suborden Psocomorpha.

## Familias
Las siguientes 4 familias pertenecen al Infraorden Psocetae:
- Hemipsocidae Pearman, 1936
- Myopsocidae Pearman, 1936
- Psilopsocidae Roesler, 1944
- Psocidae Hagen, 1865